# Loewenstein Peak
Loewenstein Peak är en bergstopp i Antarktis. Den ligger i Östantarktis. Nya Zeeland gör anspråk på området. Toppen på Loewenstein Peak är 1 539 meter över havet, eller 239 meter över den omgivande terrängen. Bredden vid basen är 1,9 km.
Terrängen runt Loewenstein Peak är bergig åt sydväst, men åt nordost är den kuperad. Trakten är obefolkad. Det finns inga samhällen i närheten. 